# Codonopsis vinciflora
Codonopsis vinciflora là loài thực vật có hoa trong họ Hoa chuông. Loài này được Kom. mô tả khoa học đầu tiên năm 1908.